# Billet de 200 dongs
200 VND (monnaie vietnamienne) (vietnamien : 200 đồng) est la monnaie du Viêt Nam. Cette pièce a été émise la plus ancienne . Bien que toujours en circulation, cette monnaie n’est plus largement utilisée du fait de sa valeur nominale trop faible. Cette pièce est même vendue sur les sites de réseaux sociaux à un prix plusieurs fois supérieur à sa valeur nominale d'origine.

## Information
| Dénominations | Taille      | Couleur principale | Décrire     | Décrire                | Décrire        | Libéré |
| Dénominations | Taille      | Couleur principale | Devant      | Arrière                | Type de papier | Libéré |
| ------------- | ----------- | ------------------ | ----------- | ---------------------- | -------------- | ------ |
| 200 ₫         | 130 x 65 mm | Rouge-Marron       | Hô Chi Minh | La production agricole | Cotton         | 1987   |

## Voir plus
- Dong (monnaie)
- Argent polymère au Vietnam
- Pièces de métal au Vietnam
- Dong Vietnamien
- Billet de 500 000 dongs
- Billet de 200 000 dongs
- Billet de 100 000 dongs
- Billet de 50 000 dongs
- Billet de 20 000 dongs
- Billet de 10 000 dongs
- Billet de 5000 dongs
- Billet de 2000 dongs
- Billet de 1000 dongs
- Billet de 500 dongs
- Billet de 100 dongs
- Billet souvenir de 100 dongs
- Pièce de 200 dongs
- Billet souvenir de 50 dongs